# La Chapelle-aux-Saints
La Chapelle-aux-Saints è un comune francese di 221 abitanti situato nel dipartimento della Corrèze nella regione della Nuova Aquitania.

## Monumenti e luoghi d'interesse
- Bouffia Bonneval. In questa grotta, nel 1908 un team di ricercatori composto Jean and Amédée Bouyssonie e L. Bardon, ritrovò uno scheletro (catalogato con il nome di La Chapelle-aux-Saints 1) quasi completo di Homo neanderthalensis, deposto in quella che si è rivelata essere una sepoltura.[2]

## Società

### Evoluzione demografica
Abitanti censiti